# 西村英樹
西村 英樹（にしむら ひでき、1983年4月15日 - ）は、大阪府出身の元サッカー選手、サッカー指導者。現役時のポジションはフォワード、ミッドフィールダー。

## 来歴
小中学生時代は高槻市の高槻FCに所属。高校時代はガンバ大阪ユースに所属し、攻撃的MFとして活躍。U-18代表候補になり、トップ昇格かと思われたが、トップチームの同ポジションレギュラーに年齢の近い二川孝広（同じ高槻FC出身）の存在があり昇格を見送られた。
2002年にガンバ大阪へ出向していた高橋真一郎の影響もありサンフレッチェ広島へ入団。プロ同期入団は、須田剛史、茂木弘人、佐田聡太郎。
同年9月16日の練習試合でのパフォーマンスが目に止まりJFL残留争いをしていたSC鳥取（現・ガイナーレ鳥取）へ期限付き移籍、残留に貢献した。2002年11月に広島に復帰
したが、怪我の影響もあり、在籍期間中3年間でナビスコ杯1試合、リーグ戦4試合の出場に留まった。2005年にはSC鳥取へ完全移籍し、主力として活躍。
2008年から関西サッカーリーグ1部・バンディオンセ加古川へ移籍したが、経営不振に伴い1年で退団。2009年からは島根県社会人サッカーリーグ1部・ヴォラドール松江（現・松江シティFC）に在籍、同年には中国サッカーリーグ昇格を果たした。シーズン終了後に現役を引退。
また2009年はサッカー選手としてプレーする傍ら、鳥取県立境高等学校サッカー部のコーチ に就任、サッカー指導者としても活動している。

## 所属クラブ
ユース経歴
- 1996年 - 1998年 高槻FC
- 1999年 - 2001年 ガンバ大阪ユース（大阪府立高槻南高等学校）

プロ・シニア経歴
- 2002年 - 2004年 : サンフレッチェ広島
  - 2002年9月 - 2002年12月 : SC鳥取（期限付き移籍）
- 2005年 - 2007年: SC鳥取/ガイナーレ鳥取
- 2008年 : バンディオンセ加古川
- 2009年 : ヴォラドール松江（現・松江シティFC）

## 個人成績
| 国内大会個人成績 | 国内大会個人成績 | 国内大会個人成績 | 国内大会個人成績 | 国内大会個人成績 | 国内大会個人成績 | 国内大会個人成績 | 国内大会個人成績 | 国内大会個人成績 | 国内大会個人成績 | 国内大会個人成績 | 国内大会個人成績 |
| 年度             | クラブ           | 背番号           | リーグ           | リーグ戦         | リーグ戦         | リーグ杯         | リーグ杯         | オープン杯       | オープン杯       | 期間通算         | 期間通算         |
| 年度             | クラブ           | 背番号           | リーグ           | 出場             | 得点             | 出場             | 得点             | 出場             | 得点             | 出場             | 得点             |
| 日本             | 日本             | 日本             | 日本             | リーグ戦         | リーグ戦         | リーグ杯         | リーグ杯         | 天皇杯           | 天皇杯           | 期間通算         | 期間通算         |
| ---------------- | ---------------- | ---------------- | ---------------- | ---------------- | ---------------- | ---------------- | ---------------- | ---------------- | ---------------- | ---------------- | ---------------- |
| 2002             | 広島             | 29               | J1               | 0                | 0                | 1                | 0                | -                | -                | 1                | 0                |
| 2002             | 鳥取             | 23               | JFL              | 6                | 2                | -                | -                | 0                | 0                | 6                | 2                |
| 2003             | 広島             | 29               | J2               | 4                | 0                | -                | -                | 0                | 0                | 4                | 0                |
| 2004             | 広島             | 29               | J1               | 0                | 0                | 0                | 0                | 0                | 0                | 0                | 0                |
| 2005             | 鳥取             | 11               | JFL              | 29               | 2                | -                | -                | 2                | 0                | 31               | 2                |
| 2006             | 鳥取             | 11               | JFL              | 29               | 3                | -                | -                | 2                | 1                | 31               | 4                |
| 2007             | 鳥取             | 11               | JFL              | 31               | 2                | -                | -                | 2                | 1                | 33               | 3                |
| 2008             | 加古川           | 16               | 関西1部          | 13               | 1                | -                | -                | 1                | 0                | 14               | 1                |
| 2009             | V松江            | 11               | 島根1部          |                  |                  | -                | -                |                  |                  |                  |                  |
| 通算             | 日本             | 日本             | J1               | 0                | 0                | 1                | 0                | 0                | 0                | 1                | 0                |
| 通算             | 日本             | 日本             | J2               | 4                | 0                | -                | -                | 0                | 0                | 4                | 0                |
| 通算             | 日本             | 日本             | JFL              | 97               | 9                | -                | -                | 6                | 2                | 103              | 11               |
| 通算             | 日本             | 日本             | 関西1部          | 13               | 1                | -                | -                | 1                | 0                | 14               | 1                |
| 通算             | 日本             | 日本             | 島根1部          |                  |                  | -                | -                |                  |                  |                  |                  |
| 総通算           | 総通算           | 総通算           | 総通算           | 114              | 10               | 1                | 0                | 7                | 2                | 122              | 12               |

- プロ初出場　2002年5月6日ヤマザキナビスコカップ第4節対浦和レッドダイヤモンズ戦（駒場）
  - 83分、中村祥朗に代わって途中出場
- リーグ初出場　2003年4月29日J2第9節対ヴァンフォーレ甲府戦（広島スタジアム）
  - 84分、大木勉に代わって途中出場

## タイトル

### クラブ
ガンバ大阪ユース
- Jユースカップ：1回（2000年）

## 代表歴
- U-18日本代表

## 指導歴
- 2009年 - 鳥取県立境高等学校 サッカー部コーチ